# Wiktor Kulikow

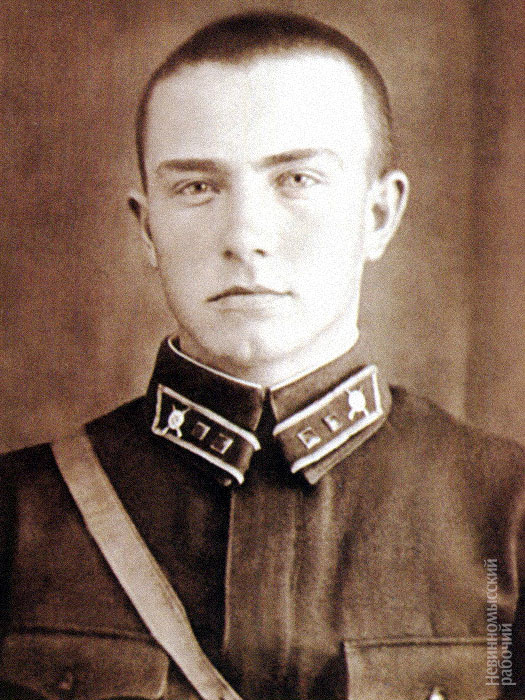
Wiktor Kulikow, 1941

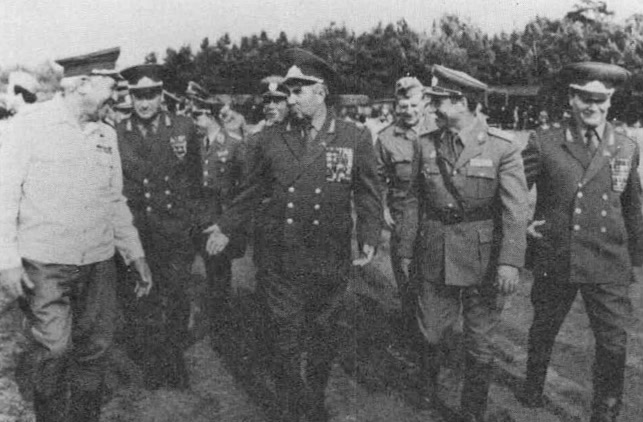
Marszałek Kulikow podczas manewrów w NRD, 1980

Wiktor Gieorgijewicz Kulikow (ros. Виктор Георгиевич Куликов, ur. 5 lipca 1921 w Wierchniej Liubowszy, zm. 28 maja 2013 w Moskwie) – radziecki wojskowy i polityk, marszałek Związku Radzieckiego (1977), dowódca Kijowskiego Okręgu Wojskowego (1967–1969) oraz dowódca Zachodniej Grupy Wojsk Armii Radzieckiej stacjonującej na terenie NRD (1969–1971). Szef Sztabu Generalnego Sił Zbrojnych ZSRR (1971–1977) i wiceminister obrony ZSRR. Głównodowodzący Wojskami Państw Stron Układu Warszawskiego (1977–1989), generalny inspektor Ministerstwa Obrony ZSRR i Federacji Rosyjskiej (1989–1992).

## Życiorys
Urodził się w biednej rodzinie chłopskiej jako syn Gieorgija Filipowicza (1891–1948) i Anastazji Iwanownej (1891–1972). Ukończył 10-klasową szkołę średnią w Niewinnomyssku.

W grudniu 1939 wstąpił do Armii Czerwonej. 10 czerwca 1941 ukończył Oficerską Szkołę Piechoty w Groznym. Po ataku Niemiec na ZSRR, w październiku 1941 został skierowany do batalionu czołgów w składzie 41 Dywizji Pancernej Kijowskiego Specjalnego Okręgu Wojskowego przeformowanego na Front Zachodni. Uczestniczył w walkach obronnych na zachodniej Ukrainie. Brał udział w bitwie pod Moskwą oraz w rejonie Stalingradu. W 1944 uczestniczył w operacjach wojskowych na obszarze Białorusi. W styczniu 1945 jako szef sztabu 66 Gwardyjskiej Brygady Pancernej w składzie 2 Frontu Białoruskiego marsz. Rokossowskiego walczył na terenie północnego Mazowsza, Warmii i Mazur. W końcu marca jego brygada wzięła udział w operacji pomorskiej. Uczestniczył też w operacji berlińskiej.

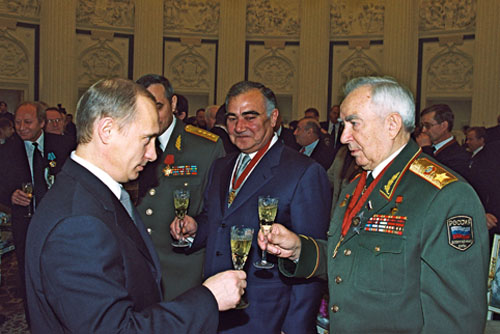
Wiktor Kulikow wraz z prezydentem Władimirem Putinem, 22 listopada 2001

W latach 1945–1957 pełnił służbę na stanowiskach dowódczych i sztabowych – kolejno: dowódca batalionu, zastępca dowódcy pułku czołgów, dowódca pułku czołgów, szef sztabu dywizji oraz dowódca dywizji.

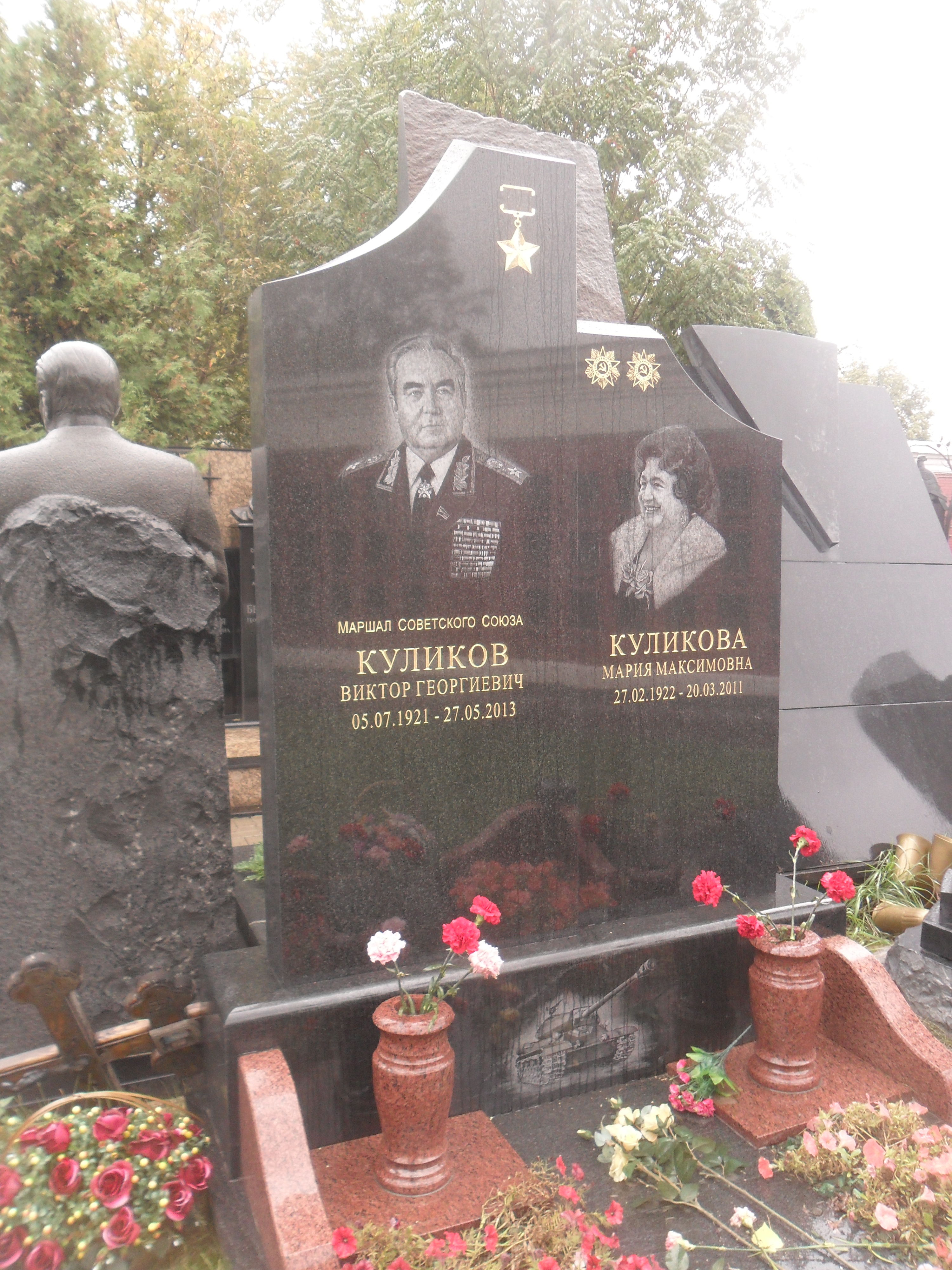
Nagrobek Marszałka Kulikowa na Cmentarzu Nowodziewiczym w Moskwie

W 1947 ukończył Wyższą Oficerską Szkołę Broni Pancernej, w 1953 Akademię Wojskową im. Michaiła Frunzego, a w 1959 Akademię Sztabu Generalnego Sił Zbrojnych ZSRR. Po ukończeniu Akademii Sztabu Generalnego wyznaczony na kolejne funkcje: zastępcy dowódcy armii, pierwszego zastępcy dowódcy armii – od 1959 do 1964, dowódcy armii w Leningradzkim Okręgu Wojskowym – do maja 1967. W latach 1961–1962 odbywał podróż służbową w Ghanie, gdzie był członkiem radzieckiej grupy ekspertów wojskowych.
W latach 1967–1969 był dowódcą Kijowskiego Okręgu Wojskowego, a od października 1969 do września 1971 głównodowodzącym Zachodniej Grupy Wojsk Armii Radzieckiej, stacjonującą na terytorium NRD. W latach 1971–1977 szef Sztabu Generalnego Sił Zbrojnych ZSRR oraz zastępca ministra obrony.
Od 9 stycznia 1977 do 25 stycznia 1989 głównodowodzący Wojskami Państw Stron Układu Warszawskiego – pierwszy zastępca ministra obrony ZSRR. W latach 1980–1981 kierował przygotowaniami do ewentualnej interwencji wojsk państw Układu w Polsce. Od lutego 1989 do stycznia 1992 był generalnym inspektorem Ministerstwa Obrony ZSRR i Federacji Rosyjskiej. Następnie został mianowany doradcą głównodowodzącego Zjednoczonymi Siłami Zbrojnymi Wspólnoty Niepodległych Państw. Od września 1992 był doradca ministra obrony Federacji Rosyjskiej. Później przeszedł w stan spoczynku.
W 2008 wydał swoje wspomnienia (Война. Размышления Маршала Советского Союза).
Jego pogrzeb odbył się 31 maja 2013. Pochowany został obok żony Marii (1922–2011) na Cmentarzu Nowodziewiczym w Moskwie.
Miał dwie córki, Lidię i Walentinę.

### Działalność polityczna
W latach 1942–1991 należał do WKP(b) i KPZR. Od 1971 był członkiem Komitetu Centralnego KPZR. Deputowany do Rady Najwyższej ZSRR w latach 1966–1989.
W latach 1999–2003 był deputowanym do Dumy Państwowej Federacji Rosyjskiej. Od 2000 do 2003 pełnił w niej funkcję przewodniczącego Komisji ds. weteranów. Należał również do partii Jedna Rosja, gdzie wchodził w skład jej Rady Naczelnej.

## Upamiętnienie
19 lutego 1977 Miejska Rada Narodowa w Gdańsku na specjalnej sesji nadała mu tytuł Honorowego Obywatela.
2 lutego 2018 odsłonięto w Moskwie tablicę pamiątkową upamiętniającą Wiktora Kulikowa.
Honorowy obywatel miasta Niewinnomyssk. W 2004 został honorowym obywatelem Orła, a także całego obwodu orłowskiego.

## Awanse
- pułkownik – 17 lutego 1951
- generał major – 18 lutego 1958
- generał porucznik – 16 czerwca 1965
- generał pułkownik – 4 maja 1967
- generał armii – 29 kwietnia 1970
- marszałek Związku Radzieckiego – 14 stycznia 1977

## Odznaczenia i wyróżnienia

### Radzieckie i rosyjskie
- Złota Gwiazda Bohater Związku Radzieckiego (3 lipca 1981)[6]
- Order „Za zasługi dla Ojczyzny” II klasy (10 lipca 2001)
- Order „Za zasługi dla Ojczyzny” III klasy (3 lipca 1996)
- Order „Za zasługi dla Ojczyzny” IV klasy (23 czerwca 2011)
- Order „Za zasługi wojskowe”
- Order Honoru (5 lipca 2006)
- Order Lenina – czterokrotnie (2 lipca 1971, 21 lutego 1978, 3 lipca 1981, 19 lutego 1988)
- Order Czerwonego Sztandaru – trzykrotnie (26 października 1943, 20 lipca 1944, 22 lutego 1968)
- Order Wojny Ojczyźnianej I klasy – trzykrotnie (7 września 1943, 12 maja 1945, 6 kwietnia 1985)
- Order Czerwonej Gwiazdy (26 października 1955)
- Order „Za służbę Ojczyźnie w Siłach Zbrojnych ZSRR” III klasy (30 kwietnia 1975)
- Medal „Za Odwagę”
- Medal „Za zasługi bojowe”
- Nagroda Leninowska (1983)
- Medal Żukowa
- Medal jubileuszowy „W upamiętnieniu 100-lecia urodzin Władimira Iljicza Lenina”
- Medal „Za odwagę w pożarze”
- Medal „Za wyróżnienie w ochronie granic państwowych ZSRR”
- Medal „Za obronę Moskwy”Wiktor Kulikow wraz z wnukami
- Medal „Za obronę Stalingradu”

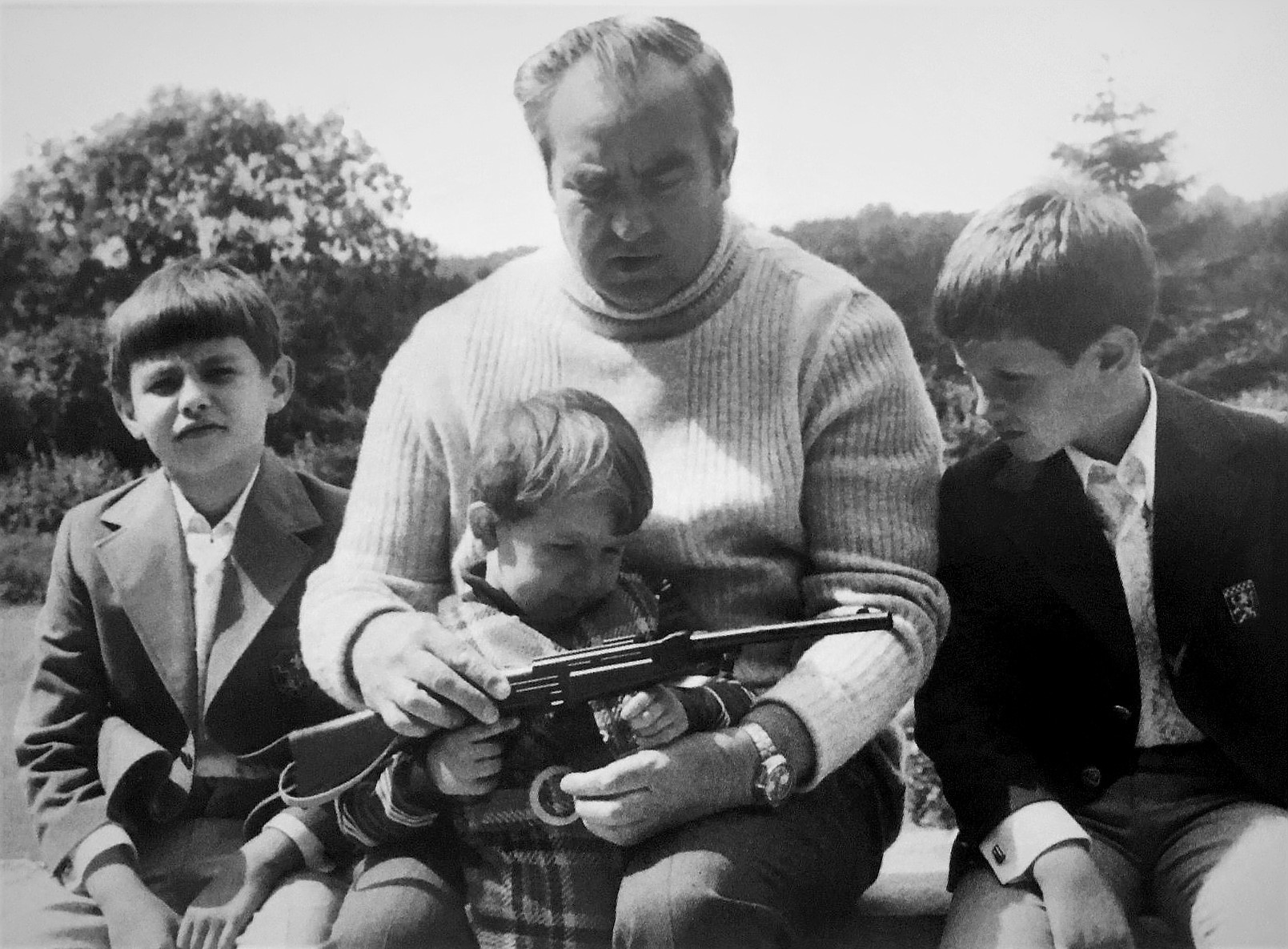
Wiktor Kulikow wraz z wnukami

- Medal „Za zwycięstwo nad Niemcami w Wielkiej Wojnie Ojczyźnianej 1941–1945”
- Medal jubileuszowy „Dwudziestolecia zwycięstwa w Wielkiej Wojnie Ojczyźnianej 1941–1945”
- Medal jubileuszowy „Trzydziestolecia zwycięstwa w Wielkiej Wojnie Ojczyźnianej 1941–1945”
- Medal jubileuszowy „Czterdziestolecia zwycięstwa w Wielkiej Wojnie Ojczyźnianej 1941–1945”
- Medal jubileuszowy „50-lecia zwycięstwa w Wielkiej Wojnie Ojczyźnianej 1941–1945”
- Medal jubileuszowy „60-lecia zwycięstwa w Wielkiej Wojnie Ojczyźnianej 1941–1945”
- Medal jubileuszowy „65-lecia zwycięstwa w Wielkiej Wojnie Ojczyźnianej 1941–1945”
- Medal „W upamiętnieniu 850-lecia Moskwy”
- Medal „Weteran Sił Zbrojnych ZSRR”
- Medal „Za umacnianie braterstwa broni” (1979)
- Medal jubileuszowy „30 lat Armii Radzieckiej i Floty”
- Medal jubileuszowy „40 lat Sił Zbrojnych ZSRR”
- Medal jubileuszowy „50 lat Sił Zbrojnych ZSRR”
- Medal jubileuszowy „60 lat Sił Zbrojnych ZSRR”
- Medal jubileuszowy „70 lat Sił Zbrojnych ZSRR”
- Medal jubileuszowy „50 lat radzieckiej milicji”
- Medal „W upamiętnieniu 800-lecia Moskwy”
- Medal „Za nienaganną służbę”

### Zagraniczne
- Order Suche Batora (Mongolia, 1981)
- Medal „50 lat mongolskiej rewolucji ludowej” (Mongolia)
- Medal „60 lat mongolskiej rewolucji ludowej” (Mongolia)
- Medal „30 lat zwycięstwa nad militarystyczną Japonią” (Mongolia)
- Medal „30 lat Zwycięstwa nad Chałchin-Goł” (Mongolia)
- Medal „40 lat Zwycięstwa nad Chałchin-Goł” (Mongolia)
- Medal „50 lat Mongolskiej Armii Ludowej” (Mongolia)
- Medal „60 lat Mongolskiej Armii Ludowej” (Mongolia)
- Złoty Order Zasług dla Ojczyzny (NRD, 1981)
- Order „Złota Gwiazda Przyjaźni między Narodami” (NRD, 1985)
- Order Scharnhorsta – trzykrotnie (NRD, 1972, 1986, 1987)
- Złoty Order Zasług w Walkach dla Ludu i Ojczyzny (NRD, 1970)
- Order Georgi Dimitrowa (Bułgaria, 1984)
- Order Bułgarskiej Republiki Ludowej I klasy (Bułgaria, 1974)
- Medal „Za wzmocnienie Braterstwa w Broni" (Bułgaria)
- Krzyż Komandorski Orderu Odrodzenia Polski (Polska, 10 października 1973)
- Odznaka 1000-lecia Państwa Polskiego (Polska, 1966)
- Order Flagi z diamentami I klasy (Węgry, 1975)
- Order Czerwonej Gwiazdy (Węgry) (1985)
- Order „Za waleczność wojskową” I klasy (Wietnam, 1983)
- Order „Zwycięskiego Lutego” (Czechosłowacja, 1985)
- Medal „Za wzmocnienie przyjaźni w broni” I klasy (Czechosłowacja, 1970)
- Order „Za wojenne Zasługi” I klasy (Peru, 1972)
- Order „23 sierpnia” I klasy (Rumunia, 1974)
- Order Playa Girón (Kuba, 2006)[13]

## W kulturze
W filmie Jack Strong (2014) w reżyserii Władysława Pasikowskiego w rolę marszałka Kulikowa wcielił się aktor Oleg Maslennikow.